# Lepidosperma costale
Lepidosperma costale är en halvgräsart som beskrevs av Christian Gottfried Daniel Nees von Esenbeck. Lepidosperma costale ingår i släktet Lepidosperma och familjen halvgräs. Inga underarter finns listade i Catalogue of Life.